# Маслова, Дина
Дина Маслова (род. 23 сентября 1984, Фрунзе, Фрунзе) — кыргызская журналистка, учредитель сайтов Кактус Медиа и kaktakto.com, бывший главный редактор новостного-издания Zanoza.kg, бывший президент Центральноазиатского фестиваля рекламы Red Jolbors Fest, бывший главный редактор интернет-редакции «Вечерний Бишкек», внучка народного писателя КР Мухтара Борбугулова.

## Биография
В 1990—2001 годах училась в средней школе № 6 города Фрунзе. Первоначально Дину Маслову привлекало обучение со специализацией по экономике и французскому языку, предлагаемое Кыргызско-Европейским факультетом Института интеграции международных образовательных программ (ИИМОП), считающегося «визитной карточкой» Киргизского национального университета имени Жусупа Баласагына (КНУ). Но поскольку в ИИМОП было только коммерческое отделение, по окончании школы отказалась от поступления в этот институт и подала документы на бюджетные отделения двух вузов: на переводчика французского языка в КНУ и на факультет журналистики Кыргызско-Российского славянского университета. Выдержав вступительные экзамены в обоих вузах, решила выбрать обучение в КРСУ со специализацией в области международной журналистики, так как сочла для себя принципиальной возможность попробовать себя в профессии с первых курсов.
По окончании университета в 2006 году начала работать корреспондентом газеты «Вечерний Бишкек», с января 2008 года — специальным корреспондентом. В 2009 году заняла должность экономического обозревателя, а осенью 2011 года возглавила интернет-редакцию газеты. Во многом благодаря Дине Масловой интернет-версия «Вечернего Бишкека» пережила самые серьёзные реформы за всю свою историю.
С 26 октября 2009 по 7 апреля 2010 гг. Дина Маслова находилась на госслужбе в качестве сотрудника секретариата президента Бакиева и во время революции 2010 года оказалась застигнута врасплох в здании Дома правительства, когда вокруг него разгорелся вооружённый конфликт между митингующей оппозицией и госохраной. С 2012 по 2017 гг. Дина Маслова — президент и один из организаторов ежегодно проводимого в Бишкеке международного фестиваля рекламы „Red Jolbors Fest“, в котором принимают участие дизайнеры, маркетологи, рекламисты и PR-специалисты из Кыргызстана, Казахстана, Узбекистана, Таджикистана, Азербайджана и России. Выступает с докладами на медиа-семинарах для журналистов из стран СНГ. Имея второе высшее образование в области финансового менеджмента, проводит мастер-классы по экономике и на протяжении многих лет консультирует зарубежных инвесторов, имеющих проблемные активы в Кыргызстане. Ввиду частых угроз в свой адрес, связанных с профессиональной деятельностью, Дина Маслова в 2010—2011 гг. имела личного телохранителя. Так, публикация Масловой от 9 июля 2010 года «ОШновной закон национальной мозаики» вызвала недовольство некоторых высокопоставленных чиновников Кыргызстана, и Азимжан Ибраимов, занимавший в то время пост главы Национальной комиссии по развитию государственного языка, выступил с требованием выслать журналистку из страны.
2015-м году после смены собственника «Вечернего Бишкека» оставила пост главного редактора и вместе с другими бывшими сотрудниками редакции начала работать над созданием и развитием информационного сайта Zanoza.kg в должности главного редактора. Учредителями Zanoza.kg являлась сама Маслова и журналист Нарынбек Идинов (псевдоним — Нарын Айып).

## Иск Атамбаева к издательству
Генеральный прокурор Индира Джолдубаева подала пять исков против издания «Заноза» в начале марта 2017 года, чтобы защитить честь и достоинство Алмазбека Атамбаева. Атамбаев, который находился тогда на посту президентства, посчитал, что издание своими публикациями оскорбило его честь и достоинство и распространяло ложную информацию о нём.
Соучредители издания «Заноза» Дина Маслова и Нарын Айып проиграли в суде по пяти искам и должны были выплатить президенту 27 млн сомов. Суд обязал Айыпа выплатить Атамбаеву 9 млн сомов, Маслову 3 млн сомов и само издание — 15 млн сомов. Также Джакупова должна была выплатить Атамбаеву 3 млн сомов в качестве соответчика по одному из исков. Позже экс-президент Алмазбек Атамбаев отказался от компенсации в 30 млн сомов со стороны учредителей онлайн-издания «Заноза», а также правозащитницы Чолпон Джакуповой.
В результате блокировки онлайн издания «Заноза», 1 августа 2017 года Маслова учредила новый информационный сайт Kaktus.media.